# Windows MultiPoint Server
Windows MultiPoint Server - це операційна система на основі Microsoft Windows Server з допомогою служб віддалених робочих столів технологій для розміщення декількох одночасних незалежних обчислювальних станцій, терміналів, підключених до одного комп'ютера. Сервер Windows Multipoint 2012 став останнім релізом в якості незалежного SKU і був замінений Multipoint Services в складі Windows Server 2016.

## Версії

### Windows MultiPoint Server 2010
Ця версія планувалася в січні 2010 року, але була випущена в лютому 2010 року і базується на Windows Server 2008 R2.  На хост-комп'ютер WMS 2010 можна додати декілька станцій, приєднавши один монітор, концентратор USB 2.0, клавіатуру та мишу для кожної станції. Вимоги до обладнання для станцій MultiPoint не є важливими, і практично будь-яка відеокарта, миша, клавіатура та монітор з декількома дисплеями, які підтримуються у Windows Server 2008 R2, можуть використовуватися для створення станції. 
Windows MultiPoint Server 2010 доступний для придбання через OEM-виробників або Academic Volume Licensing. Версія Academic, здобута за допомогою академічного обсягу ліцензування, підтримує приєднання до домену та не обмежує ліцензійну кількість станцій (однак, обмеження на апаратне забезпечення все ще застосовуються), але для клієнта потрібна ліцензія на Windows Server 2008 R2 та ліцензія CAL для Windows MultiPoint Server 2010 на одну станцію, а не Academic версія, придбана за допомогою OEM-виробників, має максимум 10 станцій і не підтримує приєднання до домену, а вимагає лише ліцензію на Windows MultiPoint Server 2010 на станцію, та ніяких ліцензій для Windows Server 2008 R2. 

### Windows MultiPoint Server 2011
Windows MultiPoint Server 2011 на основі Windows Server 2008 R2 SP1 був випущений у виробництво 10 березня 2011 року.  Нові функції Windows MultiPoint Server 2011 включають: 
- Можливість додавати станції підключення та тонкі клієнти через локальну мережу через традиційні клієнти RDP
- Покращення підтримки віддалених клієнтів
- Розширюваність консолі управління з Windows Small Business Server 2011 та Windows Home Server 2011
- Можливість створити резервну копію Windows Small Business Server Essentials 2011 (єдиний серверний SKU, який це дозволяє та підтримує) [5]
- Функції, які дозволяють адміністраторам переглядати та взаємодіяти з ескізами настільних станцій, у тому числі 
  - Проєктування робочого столу однієї станції на одну або всі станції [6]
  - Блокування клавіатури та миші станції та зображення повідомлення
  - Віддалене відкриття та / або закриття програм
  - Обмеження перегляду Інтернету певним списком сайтів або блокування перегляду певного списку сайтів
- Керування декількома серверами та станціями WMS з однієї консолі адміністрування
- Підтримка роботи у віртуальній машині
- Поширення через широкий спектр каналів розповсюдження для обох видань

Крім того, на відміну від Windows MultiPoint Server 2010, Windows MultiPoint Server 2011 має стандартні та преміумверсії. У наступній таблиці порівнюються відмінності двох видань; всі інші риси поділяють однаково.   
|                                                           | Стандартний | Преміум | Примітки                                                                                         |
| --------------------------------------------------------- | --- | --- | ------------------------------------------------------------------------------------------------ |
| Максимальна кількість одночасних станцій (ліміт ліцензії) | 10 | 20 | Ліміти апаратного забезпечення все ще діють, і необхідні ліцензії на доступ клієнта (див. Нижче) |
| Максимальна кількість ОЗУ                                 | 8 GB | 32 GB | Обмеження щодо материнської плати все ще діють                                                   |
| Підтримувана кількість сокетів процесора                  | 1 | 2 | Підтримуються лише x86-64 розетки.                                                               |
| Приєднання до домену                                      | Ні | Так | Дивись також:Active Directory                                                                    |
| Hyper-V підтримка                                         | Ні | Так | "1 на 1" модель для ліцензування для видання Premium.                                            |
| Ліцензування                                              | 1 ліцензія на ОС на екземпляр WMS, 1 ліцензія на ліцензію WMS 2011 на станцію та на придбані копії через Об'ємне ліцензування, 1 Windows Server 2008 CAL на станцію. | 1 ліцензія на ОС на екземпляр WMS, 1 ліцензія на ліцензію WMS 2011 на станцію та на придбані копії через Об'ємне ліцензування, 1 Windows Server 2008 CAL на станцію. | Усі ліцензії продаються або через OEM, або за обсягом ліцензування.                              |

### Windows MultiPoint Server 2012
27 листопада 2012 року Microsoft випустила Windows MultiPoint Server 2012 на виробництво.  Це перша версія MultiPoint, що базується на Windows Server 2012 і містить декілька нових функцій та оновлень попередніх версій: 
- Додавання панелі моніторингу Multipoint, додаток, який дозволяє користувачам, які не є адміністраторами моніторингу та взаємодії з користувачів настільних комп'ютерів
- Можливість створення станцій з віртуальних машин, запущених на сервері Преміум — недоступна у стандартній версії
- Захист диска, сервер функції, яка скасовує зміни, внесені на сервер під час користувачів сеанси схожий на ОС Windows SteadyState
- Робочий стіл Windows 8 для користувачів, включаючи доступ до магазину Windows
- Моніторинг клієнтських комп'ютерів під керуванням Windows 7 або 8 з багатоточковим сервером з'єднувача

### Windows Server 2016
Windows Server 2016 тепер включає MultiPoint Services. Включає можливість розгортання сервера в ролі багатьох точок. 

### Windows Server, версія 1803
У Windows Server версії 1803 Microsoft більше не розробляє MultiPoint Services як частину Windows Server. Лише послуги MultiPoint Connector доступні через Feature on Demand як для Windows Server, так і для Windows 10. 

## Дивитись також
- Microsoft Servers
- Windows Server